# Martin Werlen

Wappenschild des Abtes Martin Werlen OSB

Martin Werlen OSB (* 28. März 1962 in Obergesteln im Kanton Wallis als Stefan Werlen) ist ein Schweizer Benediktiner und war von 2001 bis 2013 der 58. Abt des Klosters Einsiedeln.

## Leben
Werlen besuchte von 1969 bis 1977 die Grundschulen in Obergesteln, Oberwald VS und Münster VS. Nach der Matura am Lehrerseminar in Sitten 1982 beendete er sein Philosophiestudium an der Theologischen Hochschule Chur, um dann in Rom 1992 das Studium der Psychologie mit dem Lizenziat abzuschliessen.
1984 trat er in die Benediktinerabtei Maria Einsiedeln ein, wo er den Ordensnamen Martin erhielt. Von 1984 bis 1988 studierte er Theologie in Einsiedeln und in den USA. Werlen legte am 11. Juli 1987 das Ordensgelübde als Benediktiner ab. Am 31. Oktober 1987 empfing er die Diakonen- und am 25. Juni 1988 die Priesterweihe. In den darauffolgenden Jahren wirkte er als Novizenmeister, Fraterinstruktor und Zeremoniar, sowie Präfekt des Internats der Stiftsschule des Klosters, wo er bis heute Entwicklungspsychologie und Religionspsychologie lehrt.

### Sportunfall
Am 13. Januar 2012 prallte Werlen beim Badminton mit dem Kopf gegen eine Wand und erlitt eine Hirnblutung, die sein Sprachzentrum beeinträchtigte. Im Universitätsspital Zürich und der Rehabilitationsklinik Valens SG wurde er behandelt, er musste wieder lesen und schreiben lernen. Nach zwei Monaten und 160 Therapiesitzungen kehrte er ins Kloster Einsiedeln zurück. Seit Mai 2012 fühlt sich Werlen wieder geheilt.

## Abt
Der Abt von Einsiedeln wird von der Klostergemeinschaft gewählt und anschliessend vom Papst bestätigt. Er trägt als Territorialabt die Insignien eines Bischofs und ist ordentliches Mitglied der Schweizer Bischofskonferenz (SBK).
Am 10. November 2001 wurde Martin Werlen vom Konvent in Einsiedeln zum 58. Abt gewählt, die Amtsbestätigung von Papst Johannes Paul II. erfolgte elf Tage später und am 16. Dezember 2001 wurde er durch Bischof Amédée Grab benediziert. Werlens Wahlspruch lautet: Ausculta et pervenies (Höre und du wirst ankommen), die ersten und letzten Worte aus der Regel des hl. Benedikt.
Am 19. Januar 2013 teilte er mit, dass er das Amt des regierenden Abtes der Abtei Einsiedeln nach zwölf Jahren abgeben wolle. Am 4. Oktober 2013 nahm Papst Franziskus den Rücktritt mit Dank für „sein ansteckendes Vorbild“ an und ernannte ihn gleichzeitig zum Apostolischen Administrator der Abtei bis zur Amtsübernahme des neuen Abtes. Als solcher wurde Urban Federer vom Papst bestätigt.
Werlen ist Vizepostulator im Seligsprechungsprozess von Bruder Meinrad Eugster.
Martin Werlen übernahm am 15. August 2020 die Propstei St. Gerold als neuer Propst. Er folgt Pater Kolumban Reichlin, der in das Kloster Einsiedeln zurückkehrt. Aufgrund der SARS-CoV2-Situation erfolgte ein stiller Propst-Wechsel.

## «Provokation» zum Jahr des Glaubens 2012/2013
In seiner im November 2012 herausgegebenen 40-seitigen Schrift Miteinander die Glut unter der Asche entdecken legt Werlen seine Vorschläge (eine ‹pro› ‹vocation›) aus für mögliche konkrete Schritte, um insbesondere in der Katholischen Kirche, deren Zustand er als «dramatisch» bezeichnet, «gemeinsam ein Feuer zu entfachen, das Wärme schenkt».
Angeregt durch die Predigt von Papst Benedikt XVI., die Aussagen aus dem von Joseph Ratzinger 1965 geschriebenen Buch und das Jesuswort «Ich bin gekommen um Feuer auf die Erde zu werfen» (Lk 12,49 ), entwickelt Werlen zum Teil «zugespitzte» Vorschläge, «die wohl Staub aufwirbeln werden», für mögliche Neuerungen in der Kirche. So plädiert er für mehr Kompetenzen (Privilegien) für Klöster, weniger Traditionalismus in der Kirche, mehr Glaubwürdigkeit ohne Anspruch auf Besitz der Wahrheit, Zulassung von mehr Dialog, Erweiterung des Kreises der Entscheidungsträger, klare Beachtung der Menschenrechte, Offenheit für Kritik, Handlungsspielraum für mutiges Bewegen, neue Regeln für Bischofsernennungen, Revision der Zölibatsvorschriften, Zulassung von Frauen zum Priesteramt, Neuregelung der Kompetenzen der Kardinäle und ein neues Beratungsgremium für den Papst.

## Sonstiges
Werlen war in der Zeit als Abt ein aktiver Nutzer von Twitter. Über 9300 Benutzer folgten ihm unter seinem Konto @AbtMartin, er setzte mehr als 5700 Kurznachrichten ab. Seine auf Zugfahrten geschriebenen Gleichnisse erschienen als Buch mit dem Titel #Bahngleichnis. Seit September 2014 twittert Martin Werlen wieder, diesmal unter seinem Konto @MoenchMartin. Werlen ist Mitglied im Patronatskomitee der Schweizerischen Hirnliga.

## Werke
- Baustellen der Hoffnung. Eine Ermutigung, das Leben anzupacken. Herder, Freiburg i. Br. 2024, ISBN  978-3-451-83223-9.
- Raus aus dem Schneckenhaus! Nur wer draußen ist, kann drinnen sein. Herder, Freiburg i. Br. 2020, ISBN  978-3-451-39204-7.
- Zu spät. Eine Provokation für die Kirche, Hoffnung für alle. Herder, Freiburg i. Br. 2018, ISBN 978-3-451-37519-4.
- Heute im Blick. Provokationen für eine Kirche, die mit den Menschen geht. Herder, Freiburg i. Br. 2014, ISBN 978-3-451-33752-9.
- Das ganze Jahr Weihnachten. Alltägliche Erfahrungen benediktinisch betrachtet. Orell Füssli, Zürich 2008, ISBN 978-3-280-06085-8.
- Konfliktfähigkeit. Spannungen dürfen sein. In: Rudolf Walter (Hrsg.): Mit einem weiten Herzen. Haltungen, die gut tun. Freiburg i. Br. 2005. 133–136.
- Sind Klöster noch zeitgemäss? In: Markus Kaiser (Hrsg.): Benediktinerinnen-Abtei St. Gallenberg in Glattburg bei Oberbüren. Kultur und Geschichte. St. Gallen 2004. S. 20–29.
- Auf der Suche nach dem Eigentlichen. Zu Gast in der Stille des Klosters. Freiburg i. Br. 2003.
- Gottes Botschaft war klar: Nimm dich nicht so wichtig! In: Leo Fijen (Hrsg.): Wie werde ich glücklich? Lebensweisheit aus dem Kloster. Freiburg i. Br. 2003. S. 29–36.
- Ihr stets dankbarer Bruder Meinrad Eugster. Einsiedeln 1998.